# Кірка (Молдова)
Кірка (рум. Chirca) — село в Аненій-Нойському районі Молдови. Адміністративний центр однойменної комуни, до складу якої також входить село Ботнерештій-Ной.

## Населення
За даними перепису населення 2004 року у селі проживали 1668 осіб.
Національний склад населення села:
| Національність   | Кількість осіб | Відсоток   |
| ---------------- | -------------- | ---------- |
| молдавани румуни | 1556 1         | 93,3% 0,1% |
| українці         | 75             | 4,5%       |
| росіяни          | 26             | 1,6%       |
| болгари          | 7              | 0,4%       |
| гагаузи          | 3              | 0,2%       |
| Всього           | 1668           | 100%       |